# Klausen (Nadrenia-Palatynat)
Klausen – miejscowość i gmina w Niemczech, w kraju związkowym Nadrenia-Palatynat, w powiecie Bernkastel-Wittlich, wchodzi w skład gminy związkowej Wittlich-Land. Do 30 czerwca 2014 wchodziła w skład gminy związkowej Wittlich-Land.
20 października 1735 w okolicy Klausen miała miejsce przegrana przez wojska francuskie bitwa podczas wojny o sukcesję polską.